# Charles Rabemananjara
Charles Rabemananjara (9 de junio de 1947) es un político de Madagascar, primer ministro del país entre el 20 de enero de 2007 y el 17 de marzo de 2009. Tomó el cargo el 20 de enero de 2007, cuando comenzaba el segundo mandato del Presidente Marc Ravalomanana. Durante el primer mandato de Ravalomanana, Rabemananjara ocupó el cargo de Director del gabinete militar de la presidencia en 2004 y también fue Ministro de Interior y de Reformas Administrativas en 2005.

## Biografía
Nacido el 9 de junio de 1947 en Ampatsakana-Antananarivo, está casado y tiene cuatro hijos. Él tiene el rango de Teniente General en la Gendarmería Nacional.
Hizo estudios militares en Madagascar y Francia.
Después de comenzar su carrera en la sede de la Gendarmería en 1970, fue nombrado comandante de la compañía en Antsirabe en 1975, luego comandante adjunto de la Gendarmería de la región de Tananarive en 1976. Después de continuar su carrera en el Gendarmería será sucesivamente:
Secretario general de Defensa Nacional al primer ministro en 1996. Director general de Aduanas en 1998. Experto militar de la OUA en las Comoras en 2000, director del gabinete militar de la Presidencia en 2004. Ministro del Interior y Reforma Administrativa en el gobierno de Jacques Sylla desde el 28 de noviembre de 2005 hasta el 19 de enero de 2007.
El 17 de marzo de 2009, luego de varios meses de conflicto entre el presidente Marc Ravalomanana y el exalcalde de la capital, Andry Rajoelina, el gobierno del general Rabemananjara fue disuelto por decreto del jefe de Estado. Las funciones de Presidente de la República y primer ministro se confían a un directorio militar al que el presidente Ravalomanana entrega el poder al renunciar. El Directorio, presidido por el Vicealmirante Hippolyte Rarison Ramaroson, "el más antiguo en el rango más alto, todas las armas combinadas", pasa el poder supremo a Andry Rajoelina, quien se convierte en Presidente de la Alta Autoridad de Transición con la misión de organizar elecciones dentro de dos años. El general Rabemananjara es reemplazado como primer ministro por Roindefo Monja.